# Jodie Foster
Jodie Foster (Los Angeles, Califòrnia, 19 de novembre de 1962) és una actriu de cinema estatunidenca, una de les més dúctils i ben preparades de la seva generació, guanyadora de dos premis Oscar a la millor interpretació femenina, pel paper de la noia violada en Acusats (1988) i de l'agent de policia Clarice Starling en El silenci dels anyells (1991).

## Biografia

### La seva joventut
Jodie Foster va néixer el 19 de novembre de 1962 a Los Angeles, Califòrnia, Estats Units. És filla de Lucius Foster III i d'Evelyn 'Brady' Foster, nascuda Almond. El seu pare era un vell tinent-coronel a la força aèria reconvertit en gestor immobiliari, àrea en què feu fortuna abans del naixement de la seva filla.
Comença la seva carrera als dos anys fent publicitat, la seva mare va inscriure-la a una agència de publicitat quan tenia dos anys i va aparèixer en nombrosos anuncis durant quatre anys. Als cinc anys, interpretà el seu primer paper en la sèrie de televisió Mayberry R.F.D., en un episodi emès el 18 de novembre de 1968. Va debutar al cinema el 1972 en Napoleon and Samantha. Un moment decisiu va ser quan va interpretar la prostituta infantil Iris en Taxi Driver (1976), dirigida per Martin Scorsese. El 1980, es graduà en francès i inicià estudis de literatura anglesa a la Universitat Yale. Després de diversos spots publicitaris, Jodie Foster roda el 1972 la seva primera pel·lícula, Napoleon and Samantha amb Michael Douglas. Molt prometedora, compta, adolescent, amb diverses produccions hollywodienques com Tom Sawyer, Un petit indi i Alícia ja no viu aquí. El director d'aquesta última pel·lícula, Martin Scorsese, fitxa l'adolescent per al paper d'una prostituta en Taxi Driver, en què comparteix paper amb Robert De Niro. Va ser notícia quan, el 30 de març de 1981, el pertorbat John Hickney va atemptar contra el president Ronald Reagan imitant el protagonista de Taxi Driver per tal de cridar l'atenció de l'actriu.
És a partir d'aquesta pel·lícula, i gràcies a Robert De Niro, que Jodie Foster se sent veritablement actriu, com ho ha confiat a AlloCiné:
| « | Quan era jove, no comprenia vertaderament el que era l'ofici d'actor. Pensava que era una mica un ofici idiota. Tenia la impressió que l'única cosa que es feia era llegir les línies que algú havia escrit, i llegir-les prou naturalment. És tot. Fins als dotze anys, quan vaig conèixer Robert De Niro en Taxi Driver, era així. Però quan Robert va decidir ocupar-se de mi, de prendre'm sota la seva capa, vaig comprendre que ser artista era una cosa completament diferent. Vaig comprendre que calia construir un personatge. Mai no se m'havia demanat això quan era jove. Tot just se'm donaven indicacions molt simples com: Sembla més feliç" o "parla més de pressa!". Per tant, és treballant amb Robert De Niro que vaig comprendre què era l'ofici d'actor. | » |

Als 13 anys, fa un paper de vampira en una paròdia cinematogràfica sobre la màfia, en una comèdia musical. El primer llargmetratge d'Alan Parker, Bugsy Malone, és interpretat exclusivament per nens. L'èxit de la pel·lícula ha travessat el temps. El 2003, Bugsy Malone és en el lloc 19 sobre 100 dels 'millors musicals', més que The Phantom of the Opera, Cats o The King and I.
El 1978, va guanyar un Premi Saturn per La noia del camí. El 1980, es diploma al Liceu Francès de Los Angeles i estudia literatura anglesa a la Universitat Yale, on obté un Bachelor of Arts magna cum laude el 1985. Parlant un francès perfecte i sense cap accent, insisteix a realitzar ella mateixa els doblatges dels seus personatges en la llengua de Molière, amb algunes rares excepcions per raons d'agenda. El 1983, s'instal·la a Boston, a la seva tornada d'Europa, on va ser detinguda per possessió d'un gram de cocaïna.
També ha estat, durant diversos anys, assetjada per John Warnock Hinckley Jr., un desequilibrat que acaba intentant assassinar el president Ronald Reagan perquè ella s'hi fixi.
L'any 2013, va parlar en públic de la seva orientació sexual lesbiana, per primer cop, a la 70a edició dels Globus d'Or. Després d'un any de relació, als 51 anys, Foster s'ha casat amb la fotògrafa Alexandra Hedison, que fou l'antiga parella de la presentadora, Ellen DeGeneres: Alexandra és la filla de l'actor David Hedison.

### Acusats

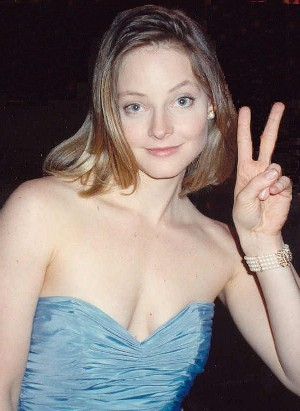
Foster a la 61a Cerimònia dels Oscar, el 29 de març de 1989

Continuant la seva carrera, destaca el 1988 amb Acusats de Jonathan Kaplan. Hi interpreta Sarah Tobias, una jove víctima d'una violació que defensa el seu cas. Jodie Foster va haver de fer front a l'esgotadora escena de la violació des del començament del rodatge. Kaplan desitjava, en efecte, rodar aquesta escena primer, per tal que l'actriu comprengués de seguida el dolor del seu personatge.
A l'estrena de L'habitació del pànic a París, Jodie Foster va tornar sobre l'impacte del seu personatge, el més dur que hagi hagut d'interpretar:
| « | És la pel·lícula en què tinc el sentiment d'haver anat més lluny. Era un assumpte molt difícil. En primer lloc, perquè parla de violació. Per a totes les dones, sobretot quan s'és jove, és una por immensa, de la qual a una li costa parlar. En segon lloc, perquè una no es pot vertaderament preparar per a un paper com aquell. Aleshores, no era encara del tot conscient d'aquests problemes, tenia 25 anys, no sabia ben bé per què feia la pel·lícula; havia rellegit el llibre abans, cosa que per a mi és generalment un signe de por. No estava veritablement preparada pel que anava a viure emocionalment durant el rodatge. He sortit del plató, finalment, amb la sensació d'haver complert la pitjor interpretació de la meva vida, que tot el que havia fet era massa sobreinterpretat. He pensat, fins i tot, llavors -una vegada més!- deixar la meva carrera d'actriu i tornar a la facultat! | » |

El seu treball en aquesta pel·lícula serà àmpliament recompensat.

### La consagració alsOscarsi alsGlobus d'Or
Tretze anys després d'haver estat nominada per Taxi Driver (en la categoria Oscar a la millor actriu secundària), Jodie Foster rep als 26 anys l'Oscar a la millor actriu, competint amb Sigourney Weaver pel seu paper en Goril·les en la boira, però igualment amb altres competidores com Glenn Close (Les amistats perilloses), Meryl Streep (Un crit a la nit) o amb Melanie Griffith (Working Girl). També guanya el Globus d'Or a la millor actriu dramàtica, ex aequo, amb Sigourney Weaver en Goril·les en la boira i Shirley MacLaine en Senyora Sousatzka.
Després del segon Oscar, esdevingué una de les estrelles més cotitzades de Hollywood, i va intervenir tot sovint a la producció dels films que interpretava. En va dirigir dos, El petit Tate (1991) i A casa per vacances (1995).
Uns altres films destacats de la seva filmografia són: Tom Sawyer (1973), Alice Doesn't Live Here Anymore (1974, dirigida per Martin Scorsese), Bugsy Malone (1976), The Hotel New Hampshire (1984), Shadows and Fog (1992, en un petit paper, dirigida per Woody Allen), Sommersby (1993), Maverick (1994), Nell (1994), Contact (1997), Anna and the King (1999), L'habitació del pànic (2002), Flightplan (2005) i The Brave One (2007).
El 2021 va rebre una Palma d'Or d'Honor al Festival de Canes.

## Filmografia

### Com a actriu
| - 1972: Kansas City Bomber - Rita - 1972: Napoleon and Samantha - Samantha - 1973: Tom Sawyer - Becky Thatcher - 1973: One Little Indian - Martha McIver - 1974: Alícia ja no viu aquí - Audrey - 1976: The Little Girl Who Lives Down the Lane - Rynn Jacobs - 1976: Freaky Friday - Annabel Andrews - 1976: Bugsy Malone - Tallulah - 1976: Taxi Driver - Iris Steensma - 1976: Ecos d'un estiu - Deirdre Striden - 1977: Candleshoe - Casey Brown - 1977: Casotto - Teresina Fedeli - 1977: Moi, fleur bleue - Isabelle Tristan - 1980: Foxes - Jeanie - 1980: Carny - Donna - 1982: O'Hara's Wife - Barbara O'Hara - 1983: Svengali - Zoe Alexander - 1984: La sang dels altres - Hélène Bertrand - 1984: The Hotel New Hampshire - Frannie Berry - 1986: Mesmerized - Victoria Thompson - 1987: Siesta - Nancy - 1987: Cinc cantonades - Linda - 1988: Acusats (The Accused) - Sarah Tobias | - 1988: Retrobant el passat (Stealing Home) - Katie Chandler - 1990: Catchfire - Anne Benton - 1991: El petit Tate (Little Man Tate) - Dede Tate - 1991: El silenci dels anyells - Clarice Starling - 1992: Shadows and Fog - Prostituta - 1993: Sommersby - Laurel Sommersby - 1994: Nell - Nell Kellty - 1994: Maverick - Mrs. Annabelle Bransford - 1997: Contact - Dr. Eleanor Arroway - 1998: The Uttmost (documental) - Jodie Foster - 1998: Psycho - Dona al fons - 1999: Anna and the King - Anna Leonowens - 2002: L'habitació del pànic - Meg Altman - 2002: La perillosa vida dels Altar Boys (The Dangerous Lives of Altar Boys) - Germana Assumpta - 2003: Abby Singer - Jodie Foster - 2004: A Very Long Engagement - Elodie Gordes - 2005: Flightplan - Kyle Pratt - 2006: Inside Man - Madeline White - 2007: The Brave One - Erica Bain - 2008: Nim's Island - Alexandra Rover - 2011: The Beaver (El Castor) - Meredith Black - 2011: Un déu salvatge - Penelope Longstreet - 2013: Elysium - Delacourt - 2018: Hotel Artemis - Jean Thomas |

### Com a directora
- 1988: Tales from the Darkside (sèrie de televisió). Episodi Do Not Open This Box
- 1991: Little Man Tate
- 1995: A casa per vacances (Home for the Holidays)
- 2011: The Beaver (El castor)
- 2016: Money Monster
- 2017: Black Mirror (sèrie)
- 2020: Tales from the loop (sèrie)

## Premis i nominacions

### Premis
- 1977. BAFTA a la millor actriu secundària per Taxi Driver
- 1989. Oscar a la millor actriu per Acusats
- 1989. Globus d'Or a la millor actriu dramàtica per Acusats
- 1992. Oscar a la millor actriu per El silenci dels anyells
- 1992. Globus d'Or a la millor actriu dramàtica per El silenci dels anyells
- 1992. BAFTA a la millor actriu per El silenci dels anyells
- 1996. Berlinale Camera

### Nominacions
- 1977. Oscar a la millor actriu secundària per Taxi Driver
- 1977. Globus d'Or a la millor actriu musical o còmica per Freaky Friday
- 1990. BAFTA a la millor actriu per Acusats
- 1995. Oscar a la millor actriu per Nell
- 1995. Globus d'Or a la millor actriu dramàtica per Nell
- 1998. Globus d'Or a la millor actriu dramàtica per Contact
- 1999. Emmy al millor telefilm per The Baby Dance
- 2008. Globus d'Or a la millor actriu dramàtica per The Brave One
- 2012. Globus d'Or a la millor actriu musical o còmica per Un déu salvatge

## Trivialitats
- Amb relació a la religió, Foster s'ha declarat en alguna ocasió com a atea.[7]